# Liste der Biografien/Ruo
Liste der Biografien |
Portal Biografien |
Personensuche
# |
A |
B |
C |
D |
E |
F |
G |
H |
I |
J |
K |
L |
M |
N |
O |
P |
Q |
R |
S |
T |
U |
V |
W |
X |
Y |
Z |
?
 
Ra |
Rb |
Rd |
Re |
Rh |
Ri |
Rj |
Rk |
Rl |
Rm |
Rn |
Ro |
Rr |
Rs |
Rt |
Ru |
Rv |
Rw |
Rx |
Ry |
Rz
 
Rua |
Rub |
Ruc |
Rud |
Rue |
Ruf |
Rug |
Ruh |
Rui |
Ruj |
Ruk |
Rul |
Rum |
Run |
Ruo |
Rup |
Rur |
Rus |
Rut |
Ruu |
Ruv |
Ruw |
Rux |
Ruy |
Ruz
Die Liste der Biografien führt alle Personen auf, die in der deutschsprachigen Wikipedia einen Artikel haben. Dieses ist eine Teilliste mit 54 Einträgen von Personen, deren Namen mit den Buchstaben „Ruo“ beginnt.

## Ruo

### Ruoc
- Ruocchio, Christopher, US-amerikanischer AutorChristopher Ruocchio

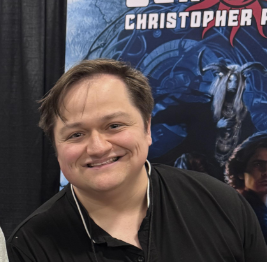
Christopher Ruocchio

- Ruocco, Fernando (* 1958), uruguayischer Leichtathlet
- Ruocco, Fernando (* 1989), uruguayischer Fußballspieler
- Ruocco, John (1952–2025), US-amerikanischer Jazzklarinettist und -saxophonist
- Ruocco, Joseph John (1922–1980), US-amerikanischer römisch-katholischer Geistlicher, Weihbischof in Boston

### Ruod
- Ruodelo, Bischof von Konstanz
- Ruodho von Reichenau († 888), Abt des Klosters Reichenau (871–888)
- Ruodmann († 985), Abt des Klosters Reichenau (972–985)

### Ruof
- Ruof, Gernot (* 1964), deutscher Fußballspieler
- Ruoff, Alex (* 1986), US-amerikanischer Basketballspieler
- Ruoff, Arno (1930–2010), deutscher Sprachwissenschaftler
- Ruoff, Arthur (* 1930), US-amerikanischer Chemiker
- Ruoff, August (* 1809), deutscher Buchdrucker, Verleger und Politiker
- Ruoff, Axel (* 1957), deutscher Komponist und Musikpädagoge klassischer geistlicher und weltlicher Musik
- Ruoff, Axel (* 1971), deutscher Schriftsteller
- Ruoff, Fritz (1906–1986), deutscher Bildhauer und Maler
- Ruoff, Hans (1893–1986), deutscher Schriftsteller, Literaturkritiker und Übersetzer
- Ruoff, Joachim (1911–1996), deutscher Offizier, Standartenführer der Waffen-SS, Verleger und BND-Angehöriger
- Ruoff, Manfred (1935–2004), deutscher Fußballspieler
- Ruoff, Melchior (1879–1951), Fotograf und Ansichtskartenverleger
- Ruoff, Paul (1897–1981), Schweizer Fussballschiedsrichter
- Ruoff, Richard (1883–1967), deutscher Generaloberst im Zweiten Weltkrieg
- Ruoff, Rodney S. (* 1957), US-amerikanischer Chemiker (Nanotechnologie)
- Ruoff, Susanne (* 1958), Schweizer ManagerinSusanne Ruoff (* 1958)

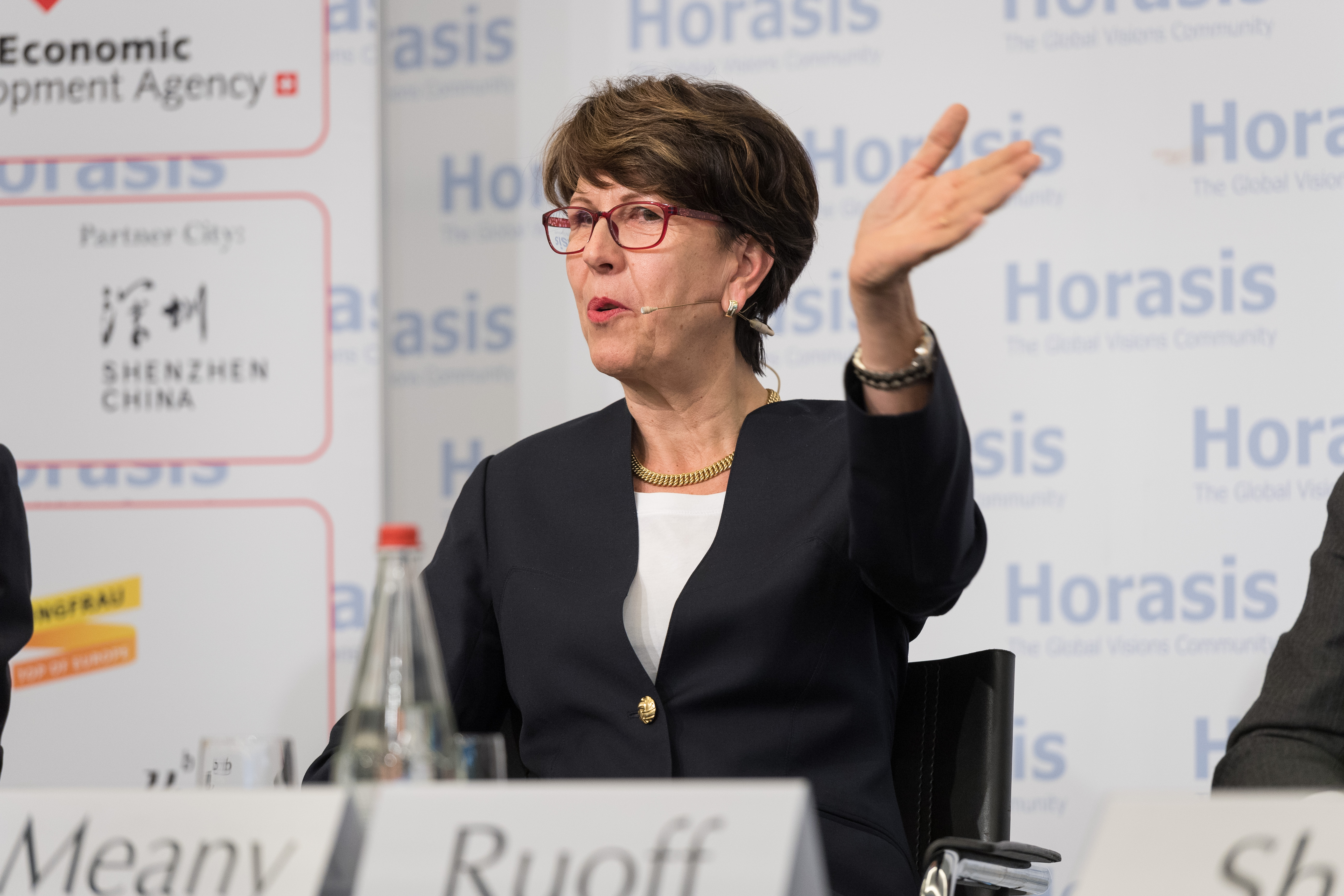
Susanne Ruoff (* 1958)

- Ruoff, Ulrich (* 1940), Schweizer Prähistoriker
- Ruoff, Wilhelm Heinrich (1906–1980), Schweizer Historiker und Genealoge
- Ruoff, Wolfgang (1882–1964), Pianist, Hochschullehrer
- Ruoff-Breuer, Rita, deutsche Architektin und Baubeamtin, Präsidentin des Bundesamtes für Bauwesen und Raumordnung (BBR)

### Ruoh
- Ruohoniemi, Sanna, finnische Jazzsängerin und Komponistin

### Ruok
- Ruokanen, Pekka (* 1986), finnischer Snowboarder
- Ruokytė Jonsson, Liana (* 1966), litauische Kulturdiplomatin

### Ruon
- Ruong, Israel (1903–1986), schwedisch-samischer Linguist, Politiker und Hochschullehrer

### Ruop
- Ruopert († 1075), Abt vom Bamberg (1066–1071), Abt der Reichenau (1071), Abt von Gengenbach (1071–1075)
- Ruopp, Johann Friedrich (1672–1708), deutscher Kirchenlieddichter und Pfarrer
- Ruopp, Sam (* 1996), britisch-kanadischer Eishockeyspieler
- Ruoppa, Eeva (1932–2013), finnische Skilangläuferin
- Ruoppolo, Giovanni Battista (1629–1693), neapolitanischer Stilllebenmaler

### Ruos
- Ruosch, Dave (* 1963), Schweizer Blues- und Jazzmusiker (Piano, Komposition)
- Ruoslahti, Erkki (* 1940), finnisch-US-amerikanischer Zellbiologe und Krebsforscher
- Ruoß, Hans (1942–2024), deutscher Ingenieur und Hochschullehrer

### Ruot
- Ruotanen, Arto (* 1961), finnischer Eishockeyspieler und -trainer
- Ruotbert von Trier († 956), Erzbischof von Trier
- Ruotger von Kerkow, Bischof von Brandenburg
- Ruotger von Köln, Mönch und Hagiograph
- Ruotger von Trier († 931), Erzbischof von Trier, Erzkanzler des Frankenreiches
- Ruotolo, Dolindo (1882–1970), italienischer, römisch-katholischer PriesterDolindo Ruotolo (1882–1970)

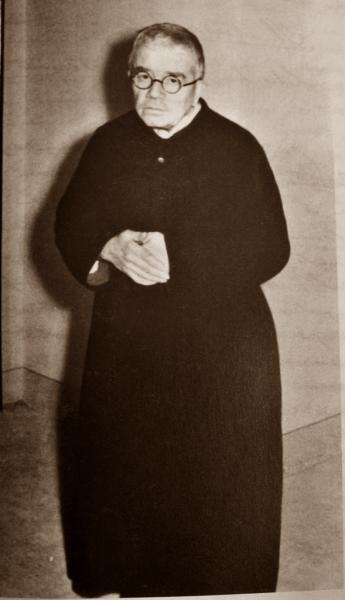
Dolindo Ruotolo (1882–1970)

- Ruotolo, Riccardo (1928–2012), römisch-katholischer Geistlicher und Weihbischof in Manfredonia-Vieste-San Giovanni Rotondo
- Ruotsalainen Hiipakka, Katja (* 1977), finnische Skilangläuferin
- Ruotsalainen, Ilona (* 1981), finnische Snowboarderin
- Ruotsalainen, Juhani (1948–2015), finnischer Skispringer
- Ruotsalainen, Paavo (1777–1852), finnischer Erweckungsprediger
- Ruotsalainen, Reijo (* 1960), finnischer Eishockeyspieler und -trainer
- Ruotsalainen, Veikko (1908–1986), finnischer Skisportler
- Ruotta, Pascual, uruguayischer Fußballspieler